# Джаск
Джаск (перс. جاسک‎) — город в южной части Ирана, в остане Хормозган. Административный центр шахрестана Джаск.

## География
Расположен на берегу Оманского залива, в 1690 км к югу от столицы страны, города Тегеран.

## Население
Население по данным на 2012 год составляет 12 757 человек; по данным переписи 2006 года оно насчитывало 11 133 человека.

## Экономика
Город является портом. В Джаске размещается иранская военно-морская база, которая начала функционировать в октябре 2008 года. Город является конечным пунктом предполагаемого нефтепровода Нека — Джаск, который, если будет построен, протянется через всю страну, от Каспийского моря до Оманского залива. Также в городе имеется аэропорт.